# Big Boi
Big Boi, pseudonimo di Antwan André Patton (Savannah, 1º febbraio 1975), è un rapper statunitense, noto per far parte del duo Hip hop degli OutKast.

## Biografia
Dopo un crescente successo nel duo OutKast, Big Boi e André 3000 hanno pubblicato due lavori solisti pubblicati in un doppio disco intitolato Speakerboxxx/The Love Below e pubblicato nel 2003. Dall'album di Big Boi, Speakerboxxx, il primo singolo estratto The Way You Move featuring Sleepy Brown raggiunge la vetta della Billboard Hot 100.
Nel 2007, dopo la pubblicazione del sesto album degli OutKast, Idlewild, Big Boi ha pubblicato il suo primo lavoro ufficiale da solista intitolato Sir Lucious Left Foot: The Son of Chico Dusty. L'album figura la collaborazione di numerosi artisti, a partire dal suo amico e collega André 3000, passando per Gucci Mane, George Clinton, Too $hort e Big Rube. Per il 2011 è prevista la pubblicazione del suo secondo album da solista intitolato Daddy Fat Sax: Soul Funk Crusader.
Fra le sue altre attività, Big Boi ha collaborato con l'Atlanta Ballet nella realizzazione dello spettacolo Big, che ha debuttato nel 2008. Big Boi ha recitato, fra l'altro, nel film degli OutKast Idlewild e in un episodio della serie televisiva Law & Order - Unità vittime speciali. È inoltre uno dei personaggi giocabili del videogioco Def Jam: Icon.

## Discografia

### Album in studio
- 2010 - Sir Lucious Left Foot: The Son of Chico Dusty (Purple Ribbon, Dej Jam South)
- 2012 - Vicious Lies and Dangerous Rumors (Purple Ribbon, Def Jam South)
- 2015 - Big Grams (con i Phantogram, come Big Grams) (Epic)
- 2017 - Boomiverse (Epic)
- 2021 - Big Sleepover (con Sleepy Brown) (Purple Ribbon, Hitco)

### Singoli
- 2008 - Royal Flush (feat. André 3000 e Raekwon)
- 2008 - Sumthin's Gotta Give (feat. Mary J. Blige)
- 2009 - Ringtone
- 2010 - Shutterbugg (feat. Cutty)
- 2010 - Follow Us (feat. Vonnegutt)
- 2012 - Gossip (feat. Undergroung Kings e Big K.R.I.T.)
- 2012 - She Said Ok (feat. Theophilus London e Tre Luce)
- 2012 - Mama Told Me (feat. Kelly Rowland)
- 2017 - Mic Jack (feat. Adam Levine, Scar e Sleepy Brown)
- 2017 - Kill Jill (feat. Killer Mike e Jeezy)
- 2017 - All Night (feat. LunchMoney Lewis)
- 2019 - Doin' It (feat. Sleepy Brown)
- 2019 - Return of the Dope Boi (feat. Killer Mike e Backbone)

Come artista ospite
- 1995 - Dirty South (Goodie Mob feat. Cool Breeze e Big Boi)
- 1999 - All n My Grill (Missy Elliott feat. MC Solaar e Big Boi)
- 1999 - Get Rich to This (Goodie Mob feat. Big Boi e Backbone)
- 2000 - 85 (YoungBloodZ feat. Jim Crow e Big Boi)
- 2002 - In da Wind (Trick Daddy feat. Cee Lo Green e Big Boi)
- 2003 - A.D.I.D.A.S. (Killer Mike feat. Big Boi e Sleepy Brown)
- 2004 - Never Gonna Let You Go (She's a Keepa) (Omarion feat. Big Boi)
- 2005 - Girlfight (Brooke Valentine feat. Lil Jon e Big Boi)
- 2005 - My Chrome (Killer Mike feat. Big Boi)
- 2005 - U Got Me!!! (Scar feat. Big Boi)
- 2006 - Hood Boy (Fantasia feat. Big Boi)
- 2006 - Margarita (Sleepy Brown feat. Pharrell Williams e Big Boi)
- 2010 - Tightrope (Janelle Monáe feat. Big Boi)
- 2011 - I'm On (Trae feat. Wiz Khalifa, Lupe Fiasco, Wale, Big Boi e MDMA)
- 2017 - Chase Me (Danger Mouse feat. Run the Jewels e Big Boi)

## Filmografia parziale

### Cinema
- ATL, regia di Chris Robinson (2006)
- Idlewild, regia di Bryan Barber (2006)
- Who's Your Caddy?, regia di Don Michael Paul (2007)
- Superfly, regia di Director X (2018)

### Televisione
- Freaknik: The Musical, regia di Chris Prynoski – film TV (2010)
- Will Trent – serie TV, episodio 3x16 (2025)